# Pteris nepalensis
Pteris nepalensis là một loài dương xỉ trong họ Pteridaceae. Loài này được H.Ito in H.Hara mô tả khoa học đầu tiên năm 1966.
Danh pháp khoa học của loài này chưa được làm sáng tỏ. 